# Данте, Амаду
Амаду́ Данте́ (фр. Amadou Dante; 7 октября 2000, Мали) — малийский футболист, защитник клуба «Штурм» и сборной Мали. Выступает на правах аренды за клуб «Арока».

## Клубная карьера
Данте — воспитанник клуба «Йелень Олимпик». В 2019 году Шарль подписал контракт с австрийской командой «Штурм», но для получения игровой практики сразу же был отдан в аренду в «Хартберг». 3 июня 2020 года в матче против ЛАСК он дебютировал в австрийской Бундеслиге. 10 июня 2020 года в поединке против «Вольфсбергг» Амаду забил свой первый гол за «Хартберг». По окончании аренды Данте вернулся в «Штурм». 13 сентября в матче против «Санкт-Пёльтена» он дебютировал за основной состав. 4 апреля 2021 года в поединке против «Ред Булл Зальцбург» Амаду забил свой первый гол за «Штурм».

## Международная карьера
В 2019 году Данте стал победителем молодёжного Кубка Африки в Нигере. На турнире он сыграл в матчах против Буркина-Фасо, Ганы и дважды Сенегала.

## Достижения
Международные
 Мали (до 20)
- Молодёжный Кубок Африки — 2019